# Czarnolas (Lipsko)
Pour les articles homonymes, voir Czarnolas.
Czarnolas (prononciation : [t͡ʂarˈnɔlas]) est un village polonais de la gmina de Ciepielów dans le powiat de Lipsko de la voïvodie de Mazovie dans le centre-est de la Pologne.

## Histoire
De 1975 à 1998, le village appartenait administrativement à la voïvodie de Radom.